# Florence Gill
Florence Gill (* 27. Juli 1877 in London; † 19. Februar 1965 in Los Angeles, Kalifornien) war eine britische Synchronsprecherin, die berühmt wurde, als sie in den 1930er und 1940er Jahren für die Walt Disney Studios arbeitete. Ihre bekannteste Rolle ist die der Henne in dem Zeichentrickfilm Die kluge kleine Henne.

## Leben
Die gebürtige Londonerin wanderte später in die Vereinigten Staaten aus. Erst mit 50 Jahren nahm sie ihre erste Arbeit bei Disney an, und zwar als Sängerin im Zeichentrickfilm Dora’s Dunking Doughnuts. Ihre zweite Arbeit (The Wise Little Hen) war dann auch ihr Durchbruch. In weiteren 30 Zeichentrickfilmen (meist kleine Rollen) war sie zu hören, bis sie nach Contrary Condor 1944 in den Ruhestand ging. Florence Gill verstarb im Alter von 87 Jahren in Los Angeles.

## Synchronrollen
- 1934: Die kluge kleine Henne (The Wise Little Hen)
- 1934: Die Kindervorstellung (Orphan’s Benefit)
- 1936: Mickey’s Grand Opera
- 1936: Mother Pluto
- 1937: Mickey’s Amateurs
- 1938: The Fox Hunt
- 1942: Mickey’s Birthday Party

| Personendaten    | Personendaten                   |
| ---------------- | ------------------------------- |
| NAME             | Gill, Florence                  |
| KURZBESCHREIBUNG | britische Synchronsprecherin    |
| GEBURTSDATUM     | 27. Juli 1877                   |
| GEBURTSORT       | London, England, Großbritannien |
| STERBEDATUM      | 19. Februar 1965                |
| STERBEORT        | Los Angeles, Kalifornien, USA   |